# 元吉有希子
元吉有希子（日语：／ Motoyoshi Yukiko，4月3日—）是日本声优、歌手、音乐教师。所属於青二制作。千叶县出身。毕业于娱乐媒体综合学院。

## 经历
2018年，被选为以组合为中心的媒体组合企划“Kleissis”的橘ミオ的配音者。

## 人物
元吉有希子分別取得了初中、高中音乐教师的执照。
爱好歌舞伎鉴赏、美术馆巡礼。

## 出演作品

### 電視動畫
2017年
- 妖怪公寓的優雅日常（女學生）

2018年
- 鬼太郎（第6作）（女主播、女高中生、女性客、粉絲）
- 齊木楠雄的災難（小學生1）
- 遙的接球（母親）
- 索斯機械獸WILD（町人）
- 狐狸之聲（ホンイェ）

2019年
- 鬼太郎（第6作）（女孩子、老婆貓）

2020年
- 籃球少年王（女子、觀眾女子）
- 鬼太郎（第6作）（人魚、ハジメ）
- 總之就是很可愛（夫人B）
- 特斯拉筆記（母親、高中生1）

2021年
- SK∞（カーラ）
- ONE PIECE（母親）
- Vivy -Fluorite Eye's Song-（廣播、接客AI）
- 後空翻少年!!（廣播、孩子、小松萌、護士）
- 新幹線變形機器人Z（戶隱梢）
- 如果究極進化的完全沉浸RPG比現實還更像垃圾遊戲的話（特多城居民）
- D_CIDE TRAUMEREI THE ANIMATION（女子A）
- 魔法紀錄 魔法少女小圓外傳 2nd SEASON -覺醒前夜-（聲C）
- 蠟筆小新（嬰兒斑A）
- 櫻桃小丸子（藤井廣樹）
- 數碼寶貝幽靈遊戲（奇異鳥獸、老闆娘）

2022年
- 失格紋的最強賢者（女學生、男孩子、亞魔族H）
- 萌可魯玩偶貓 Mix!（1年生部員②）
- 數碼寶貝幽靈遊戲（應用程式的聲音、女高中生、修女）
- 異世界歸來的舅舅 (手機翻譯聲音）
- 天籟人偶（女性）
- 忍之一時（店員、播音員）
- 後宮之烏（明珠公主）

2023年
- 我的英雄學院 第6期（美香）
- 尼爾：自動人形 Ver1.1a（機械生命體、姐姐機器人）
- 【我推的孩子】
- 櫻桃小丸子（女孩子）
- Opus.COLORs 色彩高校星（小孩的家人、播音員）
- 卡片戰鬥！！先導者 will+Dress（電話自動聲音）
- 打工吧！！魔王大人 第2期（車內聲音）
- 逃走中 THE GREAT MISSION（女性MC）
- 撿走被人悔婚的千金，教會她壞壞的幸福生活（貴族）
- 我的新上司是天然呆（車內售貨員）

2024年
- 櫻桃小丸子（女子B）
- 愚蠢天使與惡魔共舞（阿姨）
- 我獨自升級（調查課、女性協會會員）
- 從Lv2開始開外掛的前勇者候補過著悠哉異世界生活（接待小姐）
- 死神少爺與黑女僕 第3期（人魚）
- 村井之戀（接待小姐）
- 膽大黨（腰元、櫃台小姐、女學生A）
- 魔法光源股份有限公司（阿斯特社社員、店員B、客C）

2025年
- 在沖繩喜歡上的女孩方言講得太過令人困擾（比嘉）
- SAKAMOTO DAYS 坂本日常（警報系統）
- 炎炎消防隊 參之章（播報員）
- 龍族拼圖（カゲ）
- 膽大黨 第2期（防災無線）

### 遊戲
2017年
- 怪物彈珠（2017年 - 2023年 福笑小姐、阿羅妮、安格爾波達、大和、狐狸花嫁 純、辯才天女、桃紅准尉、薩基爾、卡希絲、席沐琪、楊玉環、伊索〈獸神化〉、窮奇迴、紫式部〈獸神化〉、水晶〈獸神化〉、薩麻）

2024年
- 新楓之谷（蓋婭）